# Колчестер (район)
Колчестер (англ. Colchester) — неметрополитенский район (англ. non-metropolitan district) со статусом боро в графстве Эссекс (Англия). Административный центр — город Колчестер.

## География
Район расположен в северо-восточной части графства Эссекс, граничит с графством Суффолк, выходит на побережье Северного моря.

## История
Район был образован 1 апреля 1974 года в результате слияния боро Колчестер, городских районов (англ. Urban district) Уэст-Мерси (англ.), Уивенхо (англ.) и сельского района (англ. Rural District) Лексден-энд-Уинстри.

## Состав
В состав района входит 3 города:
- Колчестер
- Уивенхо (англ.)
- Уэст-Мерси (англ.)

и 33 общины (англ. civil parish).